# Червоні галявини
«Червоні галявини» — радянський художній фільм 1966 року, знятий на кіностудії «Молдова-фільм».

## Сюжет
Розпорядження, спущене з району голові молдавського колгоспу, зобов'язує забити всіх овець — літо посушливе, на колгоспних угіддях отарі нічим прогодуватися, і вівці мруть самі собою. Голова розводить руками — вдіяти нічого не можна, нагорі до сподівань пастухів байдужі. Чабани, які не знають і не хочуть знати іншого життя, в обхід наказу тихо відводять отару на далекі соковиті луки Дністра. За ними вирушає міський журналіст Андрій, що приїхав в колгосп за завданням газети — чепуристий, але загалом дуже приємний молодий чоловік. Разом з чоловіками на Червоні галявини йде на допомогу старому дідові Ілуце Іоанна (Світлана Тома), його красива молода дочка. На Іоанну давно поклав око здоровий, хитрий і агресивний молодик Савва (Григоре Грігоріу), але жіноче серце вибере того єдиного, якого вибирати не варто.

## У ролях
- Світлана Тома — Ілуце (Іоанна) (дублює Ольга Красіна)
- Віктор Соцкі-Войніческу — Андрій Груя, журналіст (дублює Євген Дубасов)
- Віктор Чутак — Ліє Крунту (дублює Олексій Алексєєв)
- Григоре Грігоріу — Савва Мілчу (дублює Едуард Бредун)
- Михайло Бадікяну — дід Ілуце (дублює Костянтин Тиртов)
- Нодар Маргвелашвілі — Бурте-мокан (дублює Микола Граббе)
- Думітру Скіпор — Сирге (дублює Герман Качин)
- Думітру Карачобану — Туркулете, старший бригадир колгоспу
- Павло Андрейченко — Зархір, колгоспник
- Андрій Беляну — голова колгоспу
- Георгій Хассо — міліціонер
- Нодар Піранішвілі — капітан баржі
- Андрій Нагіц — колгоспний сторож
- Леонтій Багатий — епізод

## Знімальна група
- Режисер — Еміль Лотяну
- Сценарист — Еміль Лотяну
- Оператори — Влад Чуря, Іон Болбочану
- Композитори — Сергій Лункевич, Ісидор Бурдін
- Художники — Станіслав Булгаков, Аурелія Роман